# H.P. Baxxter
Hans Peter Geerdes (poznatiji kao H.P. Baxxter) njemački je glazbenik, pjevač grupe Scooter i jedan od njenih osnivača.
Baxxter je studirao pravo jedan semestar. No,završio je kao pripravnik u trgovačkom poslu. U skladu s tim držao je posao s izdavačkom kućom. Dana, 6. svibnja 2006., oženio se svojom djevojkom Simone.
Prije grupe Scooter, Baxxter je osnovao Celebrate The Nun, zajedno s Rickom J. Jordanom.
Baxxter se pridružio Guildou Hornu, Jeanette Biedermann, Sylviji Kollek, i Tobiasu Künzelu na njemačkom natjecanju za pjesmu Eurovizije.
Baxxter je također zaljubljenik u automobilizam. Mnogi spotovi za Scooter ukljućuju stare modele auta kao 1961 Mark 2 te Jaguar E-Type B12 1973.

## Vanjske poveznice
- imdb
- klub obožavatelja